# Barra d'eines

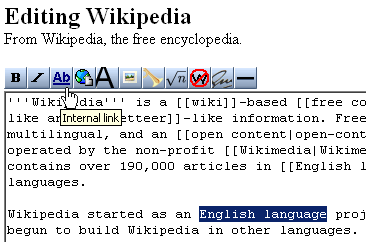
Barra d'eines d'edició de la Wikipedia.

Una barra d'eines (anglès:toolbar) és un component d'un interfície gràfica d'usuari. Es mostra usualment en pantalla a manera de fila, columna o bloc que conté icones o botons que, —en ser pressionats— activen certes funcions d'una aplicació.
Moltes de les aplicacions i sistemes operatius desenvolupats recentment permeten als usuaris personalitzar les barres d'eines i ajustar-les a les seves necessitats.